# Shō Ōtsuka
Shō Ōtsuka (japanisch 大塚 翔 Ōtsuka Shō; * 25. Juli 1995 in Toyama) ist ein japanischer Fußballspieler.

## Karriere
Ōtsuka erlernte das Fußballspielen in der Schulmannschaft der Toyama Daiichi High School und der Universitätsmannschaft der Kwansei-Gakuin-Universität. Seinen ersten Vertrag unterschrieb er 2018 bei FC Ryukyu. Der Verein spielte in der dritthöchsten Liga des Landes, der J3 League. 2018 wurde er mit dem Verein Vizemeister der J3 League und stieg in die J2 League auf.